# Bar Refaeli
Bar Refaeli (hebr. בר רפאלי; 4. jun 1985) izraelska je manekenka, televizijska voditeljka, glumica i preduzetnica.
Refaeli se smatra jednom od najuspješnijih manekenki koje dolaze iz Izraela, uz Ninu Broš i Mikaelu Berku. Kao televizijska voditeljica, Refaeli je vodila „The X Factor” u Izraelu od 2013. godine i Pesmu Evrovizije 2019. godine.

## Mladost
Refaeli je rođena i odrasla u Hod Hašaronu, u Izraelu, u jevrejskoj porodici. Na hebrejskom, njeno ime znači „divlja”, a njeno prezime doslovno znači „Bog iscjeljuje” i derivat je biblijskog anđela Rafaila. Njeni roditelji su rođeni u Izraelu, a njeni baka i deda bili su migranti iz Evrope, sefardski i aškenaski Jevreji koji su preživjeli holokaust. Njena majka je bila uspješan model sedamdesetih godina pod njenim djevojačkim imenom Cipora „Cipi” Levin.

## Karijera
Refaeli se prvi put na televiziji pojavila sa osam meseci, kada se pojavila u reklami.Od 12 do 15 godine nije se pojavljivala na televiziji, jer je nosila protezu. 2000. je dobila izraelsku nagradu za „Model godine”.
Refaeli se pojavljivala u reklamama za brendove Chanel, Escada, Ralph Lauren, Desigual, Andrew Marc, Victoria's Secret, Marks and Spencer, Gap, Moet & Chandon, Hurlei, Rampage, True Religion, Lucki Brand, Accessorize, Passionata, Fok, Reebok, Sears, Arrov, Besni, Marco Bicego i Agua Bendita. Takođe se pojavila u reklamnim kampanjama za brendove kao što su Garnier Fructis, Samsung i Subaru.
Refaeli je postala drugi izraelski model koji se pojavio u časopisu Sports Illustrated (nakon Michaele Bercu), 2007. u izdanju Swimsuit Issue, gdje je pozirala sa rok grupom Aerosmith. Godine 2009. modelirala je za Garnier International.
Dana 5. marta 2009. Refaeli je primila nagradu „World Style Award” za njenu „prirodnu eleganciju, osjećaj za stil i suosjećanje”. U aprilu 2012. godine, „Shalom Life” ju je smestio na četvrto mesto na listi „50 najtalentovanijih, inteligentnijih, zabavnih i raskošnih jevrejskih žena na svetu.” Prema „Forbes Israel”, 2013. godine bila je najgledaniji model u Izraelu.
Kao glumica pojavljivala se u brojnim filmovima i serijama poput „Pick up” (2005), „A wonderful country” (2008), „Session” (2011) i „Kidon” (2013).
Vodila je „The X Factor Israel” (od 2013. godine) i Pesmu Evrovizije 2019. sa Erez Talom, Asi Azarom i Lusi Ajub.

## Lični život
Od 2005. do 2009. bila je u vezi sa Leonardom Dikaprijem.
Dana 24. septembra 2015. godine, udala se za izraelskog biznismena Adija Ezru sa kojim ima dvije ćerke i sina.